# Річ Пілон
Річ Пілон (англ. Rich Pilon, нар. 30 квітня 1968, Саскатун) — канадський хокеїст, що грав на позиції захисника.
Провів понад 600 матчів у Національній хокейній лізі.

## Ігрова кар'єра
Хокейну кар'єру розпочав 1988 року виступами за команду «Нью-Йорк Айлендерс» в НХЛ.
1986 року був обраний на драфті НХЛ під 143-м загальним номером командою «Нью-Йорк Айлендерс». 
Протягом професійної клубної ігрової кар'єри, що тривала 14 років, захищав кольори команд «Нью-Йорк Айлендерс» (1988–1999), «Нью-Йорк Рейнджерс» (1999–2001) та «Сент-Луїс Блюз» (2001).
Є рекордсменом клубів за які виступав, по кількості набраних штрафних хвилин за сезон.
Загалом провів 646 матчів у НХЛ, включаючи 15 ігор плей-оф Кубка Стенлі.

## Статистика
| Сезон        | Клуб                 | Ліга         | Регулярний сезон | Регулярний сезон | Регулярний сезон | Регулярний сезон | Регулярний сезон | Плей-оф | Плей-оф | Плей-оф | Плей-оф | Плей-оф |
| Сезон        | Клуб                 | Ліга         | І                | Г                | П                | О                | ШХ               | І       | Г       | П       | О       | ШХ      |
| ------------ | -------------------- | ------------ | ---------------- | ---------------- | ---------------- | ---------------- | ---------------- | ------- | ------- | ------- | ------- | ------- |
| 1988-89      | «Нью-Йорк Айлендерс» | НХЛ          | 62               | 0                | 14               | 14               | 272              | —       | —       | —       | —       | —       |
| 1989-90      | «Нью-Йорк Айлендерс» | НХЛ          | 14               | 0                | 2                | 2                | 31               | —       | —       | —       | —       | —       |
| 1990-91      | «Нью-Йорк Айлендерс» | НХЛ          | 60               | 1                | 4                | 5                | 126              | —       | —       | —       | —       | —       |
| 1991-92      | «Нью-Йорк Айлендерс» | НХЛ          | 65               | 1                | 6                | 7                | 183              | —       | —       | —       | —       | —       |
| 1992-93      | «Нью-Йорк Айлендерс» | НХЛ          | 44               | 1                | 3                | 4                | 194              | 15      | 0       | 0       | 0       | 50      |
| 1993-94      | «Нью-Йорк Айлендерс» | НХЛ          | 28               | 1                | 4                | 5                | 75               | —       | —       | —       | —       | —       |
| 1994-95      | «Нью-Йорк Айлендерс» | НХЛ          | 20               | 1                | 1                | 2                | 40               | —       | —       | —       | —       | —       |
| 1995-96      | «Нью-Йорк Айлендерс» | НХЛ          | 27               | 0                | 3                | 3                | 72               | —       | —       | —       | —       | —       |
| 1996-97      | «Нью-Йорк Айлендерс» | НХЛ          | 52               | 0                | 4                | 5                | 179              | —       | —       | —       | —       | —       |
| 1997-98      | «Нью-Йорк Айлендерс» | НХЛ          | 76               | 0                | 7                | 7                | 291              | —       | —       | —       | —       | —       |
| 1998-99      | «Нью-Йорк Айлендерс» | НХЛ          | 52               | 0                | 4                | 4                | 88               | —       | —       | —       | —       | —       |
| 1999-00      | «Нью-Йорк Айлендерс» | НХЛ          | 9                | 0                | 2                | 2                | 34               | —       | —       | —       | —       | —       |
| 1999-00      | «Нью-Йорк Рейнджерс» | НХЛ          | 45               | 0                | 4                | 4                | 36               | —       | —       | —       | —       | —       |
| 2000-01      | «Нью-Йорк Рейнджерс» | НХЛ          | 69               | 2                | 9                | 11               | 175              | —       | —       | —       | —       | —       |
| 2001-02      | «Сент-Луїс Блюз»     | НХЛ          | 8                | 0                | 2                | 2                | 9                | —       | —       | —       | —       | —       |
| Усього в НХЛ | Усього в НХЛ         | Усього в НХЛ | 631              | 8                | 69               | 77               | 1745             | 15      | 0       | 0       | 0       | 50      |